# Liechtenstein ai Giochi della XX Olimpiade
Il Liechtenstein partecipò ai Giochi della XX Olimpiade che si sono svolti a Monaco di Baviera dal 26 agosto all'11 settembre 1972, con una delegazione di sei atleti impegnati in quattro discipline per un totale di undici competizioni. Il portabandiera fu il barone Eduard von Falz-Fein, che aveva partecipato alle Olimpiadi invernali del 1936.
Fu la settima partecipazione di questo paese ai Giochi. Non fu conquistata nessuna medaglia.